# Acer leipoense
Acer leipoense е вид растение от семейство Sapindaceae. Видът е критично застрашен от изчезване.

## Разпространение
Разпространен е в Китай.